# Замок Граган

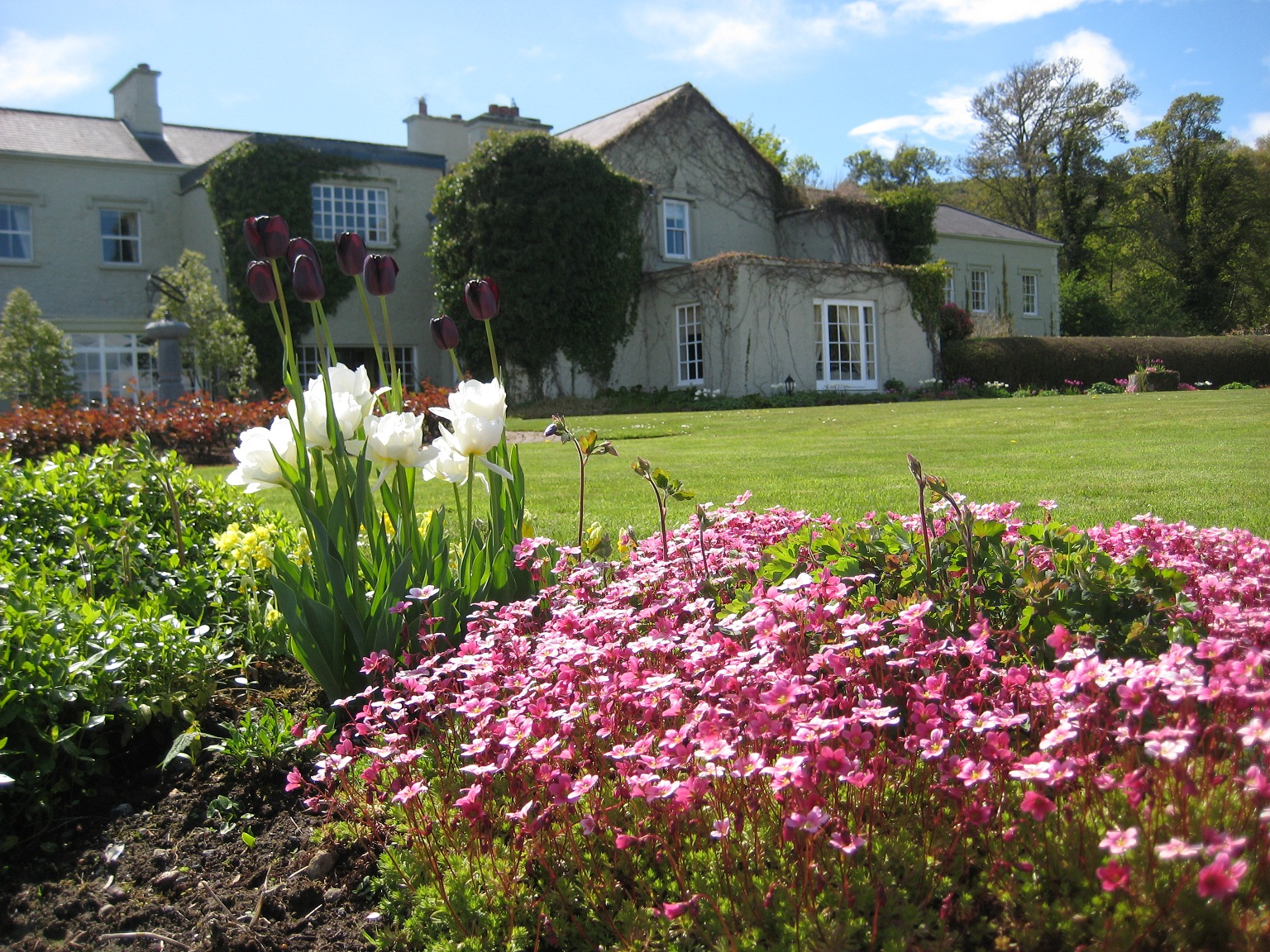
Сучасні будівлі біля замку Греган.

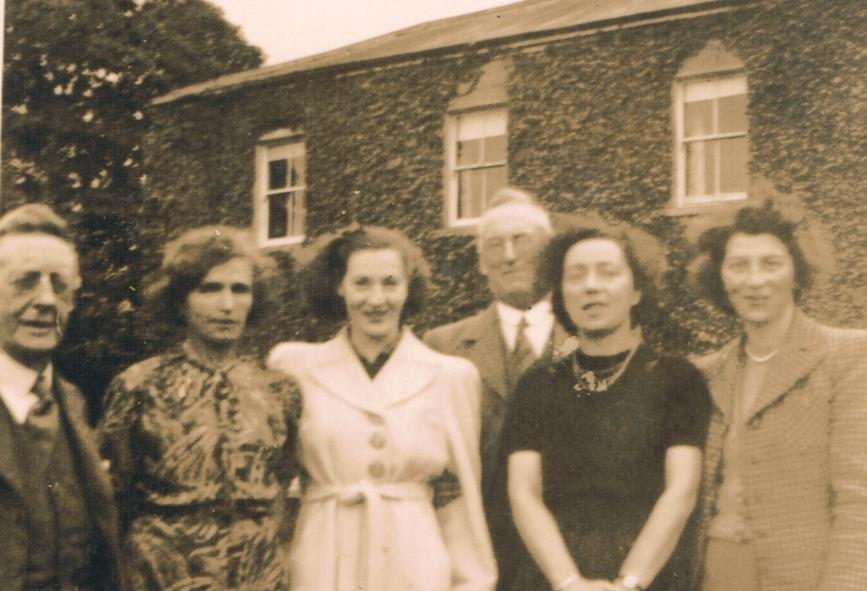
Дж. Р. Р. Толкін відвідує замок Греган в 1954 році. На фото біля Толкіна Френк Мартін та Сьюзетт Кроу.

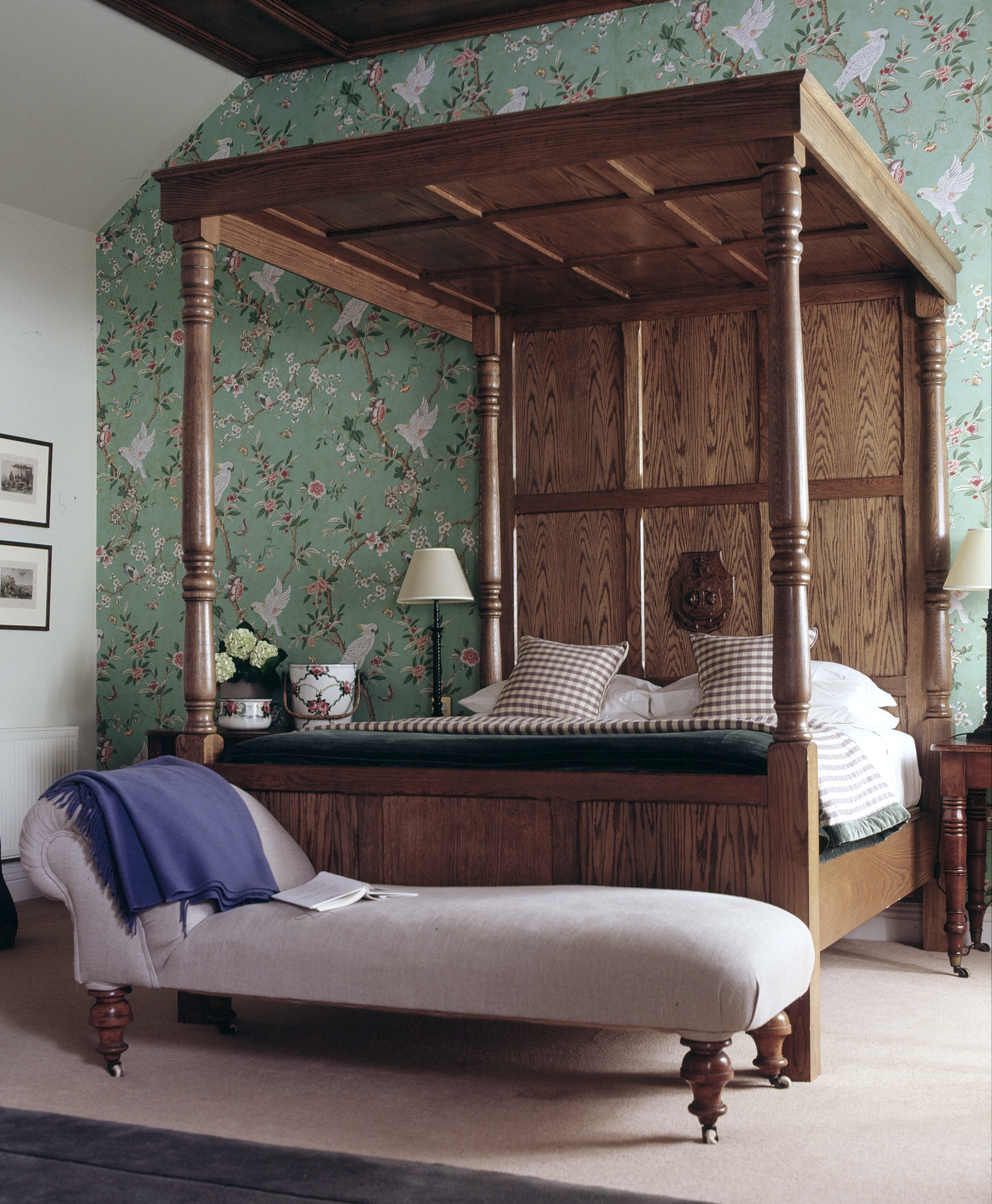
В готелі «Греган Кастл Хотел».

Замок Греган (англ. Gregans Castle) — один із замків Ірландії, розташований в графстві Клер, неподалік від селища Баллівоган. Замок є баштою XV століття. Біля башти стоїть особняк, збудований в георгіївському стилі. Замок і особняк розташовані в області Буррен — карстовій області в графстві Клер. Унікальна місцевість Буррен є платом з сірого вапняку. На цій території зустрічаються одночасно рослини середземноморської, альпійської та арктичної флори, зокрема рідкісні види орхідей. На території області Буррен є багато пам'яток археології та історії: руїни давніх храмів, мегалітичні споруди, кургани, гробниці, руїни давніх фортець та замків. Особняк збудовано біля 1750 року людьми з кланів Мартін та О'Лохлайнн (О'Логлен). Вежа та особняк знаходяться біля сучасного будинку, в якому знаходиться нині готель.

## Історія замку Греган
Замок Греган був побудований в XV столітті вождем ірландського клану О'Лохлайнн, якого називали сучасники «Король Буррен». До кінця XVI століття цей район називався «баронство Граган». Назва Ґраґан походить від ірландського слова, що означає гірське болото. Так звані «висячі болота» справді є на пагорбах на захід від замку.
Вождь клану О'Лохлайнн — Овні Мор О'Лохлайнн володів замком і землями Ґреґан в 1641 році, коли спалахнуло повстання за незалежність Ірландії. Олівер Кромвель втопив це повстання в крові. Після придушення повстання в 1654 році почались репресії проти вождів ірландських кланів — почались конфіскації земель та замків. Овні Мор О'Лохлайнн теж втратив свої землі та замок в результаті конфіскації.
Землю та замок отримала у володіння родина Мартін. Проте ця родина була споріднена з кланом О'Лохлайнн. У 1632 році Турлу О'Лохлайнн одружився з Еліс Мартін — дочкою Джорджа Мартіна — мера місто Ґолвей в 1632—1633 роках. Їх син — Джордж Оге взяв собі прізвище Мартін. Йому було даровано землі, що були конфісковані в ірландських кланів. Хоча згідно генеалогії, що була складена Дж. Блейком, Джордж Оге був старшим сином Джорджа Мартіна — мера Ґолвей.
Родина Мартін збудувала ще одну оборонну споруду біля старої вежі і не використовували для життя старий замок. Потім вони переїхали жити в новий двоповерховий особняк, що стояв на місці сучасного готелю.
Є запис про родину Мартін, які свідчить, що були люди з родини Мартін, що загинули під час битви під Авгрім у 1691 році під час так званих якобітських війн. Пізніше люди з родини Мартін прославились як видатні юристи, що працювали в Дубліні. Замок Греган та особняк біля замку використовувались як літня резиденція. У 1866 році капітан Джон Грегорі Мартін уклав дуже вигідний для нього шлюб і зміцнив своє фінансове становище. Капітан Джон Грегорі Мартін був прихильником Парлнелла — борця за свободу Ірландії. У ХІХ столітті особняк Греган був розширений і розбудований.
Після смерті Джона Грегора Мартіна його син — Френсіс Флоренс Мартін лишився жити в особняку Греган. У часи економічної депресії замок та особняк Греган прийшли в повне запустіння. Френсіс Флоренс Мартін мав славу ексцентричного дивака. Він помер у 1956 році. Він пробував відкрити бар, але успіху в цій справі не було. Він так і не одружився, після його смерті економка замку та особняка — міс Кроу продовжувала жити в особняку, потім опікуни маєтку продали його для перетворення цих будівель в готель.
В особняку зберігся старовинний камін з нарізним каменем та гербом Мартіна Люкса. У 1967 році був відкритий готель «Греган Кастл Хотел». Особняк і нині функціонує як готель, давній замок частково відновлений. Біля готелю є парк, сад і квітник.